# Blausee
El Blausee, que puede ser traducido como Lago Azul, es un pequeño lago alpino de tan solo 0,64 ha, pero no obstante es de uno de los más conocidos y visitados lagos en las montañas suizas. Está ubicado en el territorio de la aldea Kandergrund en el Oberland bernés.